# Escut de la Pobla de Benifassà
L'escut de la Pobla de Benifassà és el símbol representatiu oficial de la Pobla de Benifassà, municipi del País Valencià, a la comarca del Baix Maestrat. Té el següent blasonament:
| « | Escut quadrilong de punta redona. En camp de gules, una mitra abacial d'or, amb flor de lis, acoblada en barra d'un bàcul del mateix metall, mirant a l'interior. Per timbre, una corona reial oberta. | » |

## Història
Resolució del 8 de març de 2001, del conseller de Justícia i Administracions Públiques. Publicat en el DOGV núm. 3.977, del 10 d'abril de 2001.
Es tracta de l'escut tradicional del poble, si més no des del segle xix, i mostren la insígnia dels abats de Santa Maria de Benifassà, senyors del poble i de tota la Tinença.